# Ođđasat
Ođđasat er en samisk tv-nyhedsudsendelse i Norge, Sverige og Finland.
Den produceres i samarbejde mellem NRK, SVT og Yle (de respektive landes public service-udbydere), og programmet sendes fra NRK's studie i Karasjok. Frem til 2015 havde programmets produktion andre titler og grafik end dem, der kendes fra NRK's almindelige nyhedsudsendelser.
Det er en udsendelse, der sendes en gang på alle hverdage om eftermiddagen. Hvert program er omkring 15 minutter langt og beskæftiger sig primært med samisk-relaterede emner, men det indeholder også nordiske nyheder og verdensnyheder, det beskæftiger sig ofte med andre oprindelige folk. 
Nyhedsudsendelserne sendes på sproget nordsamisk og undertekstes på enten finsk, norsk eller svensk i deres respektive områder (svenske undertekster er der også på Yle Fem's transmission).